# بنزاثين بنزيل بنسيلين
بنزاثين بنزيل بنسيلين Benzathine benzylpenicillin وايضا يعرف benzathine penicillin. rINN هو مستحضر تخزين (طويل الأمد) لبنزيل بنسيلين المتوفر للحقن. مصمم بحيث يوفر مدخر نسيجي يمتص منه الدواء ببطء لأكثر من 12 ساعة إلى عدة أيام، يحتاج من 12- 24 ساعة ليصل إلى تركيز الذروة في البلازما الذي يستمر لفترة حوالي 1 - 4 أسابيع.

## الاستعمال الطبي
- فعال ضد بعض الكائنات إيجابية الجرام، وعدد قليل سالبة الجرام الكائنات الحية مثل النيسرية البنية، وبعض اللاهوائيات واللولبيات.
- تستخدم في علاج مرض الزهري.
- تستخدم لعلاج عدوى الجهاز التنفسي العلوي في الحالات الخفيفة إلى المعتدلة التي تسببها الكائنات الحساسة لتركيزات منخفضة من مجموعة البنسلين أو للوقاية من الالتهابات التي تسببها هذه الكائنات.
- الوقاية الأولية والثانوية من حُمّى رثوية (حمى الروماتيزم).[5]

## موانع الاستعمال
فرط الحساسية المعروف للبنسيلينات أو للسيفالوسبورينات.
الاحتياطات:
- يجب أن تكون التسهيلات متوفرة لمعالجة التأقي كلما استعملت البنسيلينات. يجب سؤال المرضى بعناية حول تفاعلات ارجية سابقة قبل إعطاء الجرعة الأولى.
- إذا حصل طفح جلدي خلال المعالجة يجب تحويل المريض لصنف مضاد للجراثيم.
- لا يستعمل عن طريق الوريد، فقد يحدث توقف قلبي رئوي والوفاة.
- الاستعمال خلال الحمل: لا يوجد دليل بأن لبنزاثين بنزيل بنسيللين تأثير ماسخ (مشوه) ولذا يمكن استعماله أثناء الحمل.
- الرضاعة من الصدر: يستعمل بحذر.

## الأعراض الجانبية
- تفاعلات فرط الحساسية هي الأكثر شيوعاً وتتفاوت بشدتها من طفح جلدي إلى تأقي فوري. يمكن أن يحصل ألم والتهاب عميق في موضع الحقن العضلي.
- الحقن في العصب المحيطي يسبب ألماً شديداً وخللاً وظيفياً.
- القلب والأوعية الدموية: توقف القلب, موات( الغرغرينا)، انخفاض ضغط الدم، شحوب، والخفقان، وإغماء، خفقان القلب، توسع الأوعية، تشنج.
- الجهاز العصبي المركزي: القلق، والغيبوبة، والارتباك، والدوخة، والتعب والصداع والعصبية، الألم.
- الجهاز الهضمي: وجود دم في البراز, الغثيان والقيء.

## التداخلات الدوائية
إذا كنت تتناول أي من الأدوية التالية أخبر الطبيب أو الصيدلاني، فقد تحتاج إلى تعديل الجرعة أو إجراء فحوصات معينة:
- بروبينسيد.
- الكلورامفينيكول أو التيتراسايكلن.
- ميثوتركسيت.

## اشكال الدواء
- مسحوق للحقن 900 مغ بنزيل بنسيللين (1.2 مليون وحدة دولية) في بالة
- مسحوق للحقن 1.8 غم بنزيل بنسيللين (2.4 مليون وحدة دولية) في بالة[6]

## التخزين
يجب حفظ مسحوق الحقن في زجاجات بدرجة حرارة 2-8 درجة مئوية.

## معلومات وافية
- دستور الأدوية البريطاني[7]